# Los Angeles Tennis Center

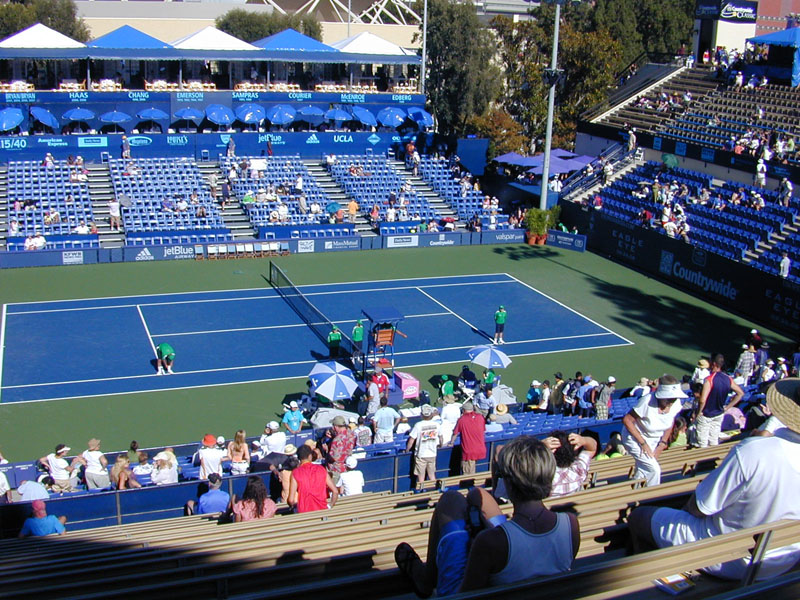
Blick in eines der Stadien des Los Angeles Tennis Center

Das Los Angeles Tennis Center ist eine Tennisanlage auf dem Gelände der University of California, Los Angeles. Sie wurde anlässlich der Olympischen Sommerspiele 1984 errichtet und am 20. Mai 1984 eröffnet. Auf ihr wurden die Demonstrationsturniere im Tennis ausgetragen, bevor Tennis 1988 wieder in das olympische Wettkampfprogramm aufgenommen wurde. Nach Fertigstellung der Anlage verlegten die Tennismannschaften der UCLA Bruins ihre Wettkämpfe und Trainings in das Los Angeles Tennis Center. Seit 1985 spielt das Herren-Team dort, seit 1997 auch das Damen-Team. 1984, 1987 und 1988 fanden die NCAA Women’s Tennis Championships und 1987 die NCAA Men’s Tennis Championships hier statt statt. Bis 2012 war es der Austragungsort des WTA- und ATP-Turniers. Das Gelände umfasst acht beleuchtete Plätze mit Hartplatz. Insgesamt finden 10.000 Zuschauer Platz, davon 5.800 am Center Court.
Im Jahr 1997 fand im Los Angeles Tennis Center zudem die Beachvolleyball-Weltmeisterschaft statt.